# Jacob Matthiesen
Jacob Matthiesen (født 17. oktober 1602 i Aarhus. død 3. juni 1660 sammesteds) var en dansk biskop. Han var far til Matthias og Holger Jacobæus.
Jacob Matthiesen var søn af Christian IV's livlæge, Dr. Matthias Jacobsen (død 1636). Moderen, Ingeborg (død 1614), var datter af biskop Jens Gjødesen. Jacob Matthiesen gik først i fødebyens skole, men kom 1619 i Odense Skole, hvorfra han sendtes til universitetet 1621. Som student kom han i huset hos Jesper Brochmand og optogs derefter 1623 i den lærde Holger Rosenkrantz' kreds i Odense og på Rosenholm, hvor han måtte lede 4 unge adelsdamers undervisning og desuden følge husherrens "Formaninger" 3 gange om ugen, "saaledes at hans Otium blev et Negotium". I 1624 rejste han efter Rosenkrantz' anvisning til Wittenberg, hvor han særlig kastede sig over matematiske studier, som han allerede havde begyndt på Rosenholm. Han følte sig frastødt af det vilde studenterliv, der gik op i drik og udsvævelser, og trak sig tilbage til en lille kreds af landsmænd, hvoriblandt nævnes Niels Poulsen Schandorph, Henrik Villumsen, Hans Jensen Svaning og Peder Winstrup.
Efter et kort ophold i hjemmet rejste han 1626 til Rostock og der fra til Nederlandene, hvor han i Harderwijk fortsatte sine matematiske studier under vejledning af sin landsmand Johan Isacsen Pontanus. Efter et længere ophold i Leiden rejste han 1629 til England og studerede i London og Cambridge. I 1630 blev han professor eloquentiæ ved Københavns Universitet og 1631 magister. Han vandt hurtig et navn som en af tidens fortrinligste latinister. Christian IV, som havde brug for en dygtig latiner, tilbød ham på gode vilkår en plads i kancelliet, men han foretrak at blive i sin stilling ved universitetet, hvor han havde en betydelig indtægt som forfatter af Testimonia publica, programmer osv. I 1638 blev han hofpræst,
1640 Dr. theol. og 1645 biskop i Aarhus. I 1653 tilbød Frederik III ham Sjællands bispestol, men han foretrak at blive i Aarhus og
henviste til sin tiltagende svagelighed. Den havde allerede hindret ham i at deltage i hyldingen 1648, den øgedes yderligere under de trængsler, der overgik Aarhus under svenskekrigen, og endte med hans død. I 1632 havde han ægtet Anna Bartholin
(død 1682), datter af lægen og teologen Caspar Bartholin. Ved hende blev han stamfader til slægten Jacobæus.
Som hofpræst og senere som biskop nød han stor anseelse for sin veltalenhed, hvorfor han var særlig søgt som taler ved brudevielser og
begravelser både ved hoffet og iblandt adelen, en virksomhed, som bragte ham store indtægter. Skønt han havde hørt til den rosenholmske hreds og havde haft særlig lejlighed til at sætte sig ind i Holger Rosenkrantz' bibelteologi – han havde endog en gang i et brev til Rosenkrantz erklæret, at hvad han havde lært ham, "vilde blive i al Evighed" –, sporer man i hans skrifter så godt som ingen påvirkning fra den side. Hans skrift Exilium pietatis, en tale, han holdt i Leiden 1627 under et studieophold, hvortil Rosenkrantz havde givet anvisning, indeholder således intet, der minder om den lærde adelsmands særretning, skønt skriftets titel kunne tyde derpå. Og
da hans mening blev æsket under den sidste, afgørende strid imellem Holger Rosenkrantz og det teologiske fakultet – han var den gang hofpræst –, indtog han et meget uklart og tilbageholdent standpunkt. Foruden det ovennævnte skrift har han udgivet 4 ligprædikener og 2 disputatser: De recte tradendis disciplinis et artibus (1630) og De usu philologiæ in omni studierum genere (1635), indlæg i den tids forhandlinger om skole- og universitetsforhold.